# Шуке, Гюстав
Адо́льф Гюста́в Шуке́ (фр. Adolphe-Gustave Chouquet; 16 апреля 1819, Гавр, Франция — 30 января 1886, Париж, Франция) — французский музыковед.

## Биография
Сын банкира. Изучал литературу в Париже, посвящая, однако, всё свободное время занятиям музыкой и посещению концертов. Завершив образование в 1836 году, вернулся в Гавр, однако после того, как в 1840 году его отец разорился, вся семья перебралась в США. Вплоть до 1856 года Шуке преподавал французский язык и литературу в Нью-Йорке, опубликовал ряд учебных пособий: «Первые уроки французского» (англ. First Lessons in Learning French; 1854) и т. п. Здесь же начал выступать как музыкальный критик. Однако затем по состоянию здоровья вернулся в Европу, некоторое время поправлял здоровье на южном берегу Франции, а после 1860 года обосновался в Париже.
В 1860-е годы Шуке активно публиковался в различных парижских изданиях как музыкальный критик и одновременно выступал как автор текстов для вокальных и хоровых сочинений. Ему принадлежал, в частности, текст для кантаты «Давид Риццио», который должны были положить на музыку композиторы, притязавшие в 1863 году на Римскую премию (победителем стал Жюль Массне); на слова Шуке написан ряд сочинений Амбруаза Тома. В 1868 году написанная Шуке история французской оперы была удостоена премии Академии изящных искусств, в 1873 году этот труд вышел отдельным изданием (фр. Histoire de la musique dramatique en France depuis ses origines jusqu’à nos jours). С 1871 года Шуке был хранителем музея музыкальных инструментов при Парижской консерватории, значительно расширил коллекцию и выпустил в 1875 году аннотированный каталог. В 1874—1880 годах Шуке занимал пост редактора в Revue et gazette musicale de Paris. Он также написал много статей для первого издания Музыкального словаря Гроува.